# 波莱塔·福帕
波莱塔·福帕（法語：Pauletta Foppa，2000年12月22日—），法国女子手球运动员，2020年夏季奥林匹克运动会女子金牌得主、2021年世界女子手球锦标赛银牌得主、2023年世界女子手球锦标赛金牌得主、2024年夏季奥林匹克运动会女子银牌得主。